# Peter E. Martin
Peter Edmund (Ed) Martin (1882 - 1944) fue un empresario canadiense, uno de los principales ejecutivos de primera producción de la Ford Motor Company y cercano a Henry Ford.

## Carrera
Ed Martin fue contratado por el asociado cercano de Henry Ford, C. Harold Wills, el 15 de diciembre de 1903, y en ese momento era el quinto empleado de la compañía. 
Fue puesto a cargo del Departamento de Asamblea en la Ford Piquette Avenue Plant en enero de 1906. El 17 de octubre de 1906, cuando Walter E. Flanders era gerente de Manufactura, Ed Martin fue ascendido a asistente de Thomas S. Walburn a cargo activo de todos los departamentos de manufactura. En enero de 1907 se convirtió en superintendente de Walburn. 
El 21 de abril de 1908, Walter Flanders renunció. Henry Ford llamó a Martin y Charles E. Sorensen a su oficina y les dijo a Martin y Sorensen que salieran y manejaran la Piquette Avenue Plant. Para 1913, Martin había sido nombrado oficialmente superintendente de producción y Sorensen como su asistente. Esto comenzó una estrecha asociación entre Martin y Sorensen que duró más de 30 años; Sorensen también fue el segundo al mando de Martin en Highland Park Plant y, nominalmente, más tarde en Rouge Plant, aunque Martin tuvo menos influencia sobre las acciones de Sorenson allí. 
Edsel Ford se convirtió en presidente de la Ford Motor Company en enero de 1919. Según un organigrama fechado el 1 de noviembre de 1919, Peter E. Martin era Superintendente General. Según Sorensen, en 1920 Peter E. Martin era superintendente de planta en el complejo River Rouge y Martin y Sorenson prácticamente vivían en la planta. El 24 de diciembre de 1924, Martin fue nombrado vicepresidente a cargo de la fabricación. 
El 5 de mayo de 1926 Martin ofreció su renuncia a Henry y Edsel Ford como primer vicepresidente de la Ford Motor Company. La razón declarada de Martin era su creencia de que resultaría en una mejor coordinación de los ejecutivos y los funcionarios de la compañía. Su renuncia no fue aceptada. 
El 31 de mayo de 1929, Ed Martin firmó un contrato entre la Ford Motor Company y el Consejo Supremo de Economía Nacional de la URSS con el propósito de construir tractores en Rusia. Charles Sorensen fue testigo. 
Según el periódico "Detroit Saturday Night" del 15 de junio de 1935, Peter E. Martin estaba a cargo de la planta Rouge. 
La revista Time informó en su edición del 18 de enero de 1937 que Henry Ford obtuvo dividendos pero no salario, mientras que el vicepresidente Peter superó los $100.378 de su hijo Edsel. E. Martin $128008 y Charles Sorensen $115.100. En 1939, Time informó el salario de Edsel en $146.056, el de Peter E. Martin en $171.465 y el de Charles Sorensen en $166.071. También se informó que Ford Motor Company tenía solo tres miembros de la junta directiva de la compañía, Henry Ford, su hijo Edsel Ford y el vicepresidente Peter E Martin. 
En 1940, según Nevins y Hill, Decline and Rebirth p242, Henry Ford solo escuchó a Sorensen, P.E. Martin y Harry Bennett. Edsel, por supuesto, tendría una audiencia. 
El 17 de julio de 1941, Peter E. Martin renunció por razones de salud, y la renuncia llevó a que Charles Sorensen fuera nombrado como su reemplazante. Esta fue la primera vez que Sorensen ocupó una oficina de la Ford Motor Company. Notablemente, ninguno de los dos hombres se había quejado del otro en más de 30 años; Sin embargo, el más extrovertido Sorensen se hizo bastante famoso, mientras que Martin es poco conocido.